# Pamanzi
Pamanzi (Île Pamanzi oder auch Petite Terre) ist die zweitgrößte Insel des französischen Überseegebiets Mayotte. Sie ist 10,95 km² groß und liegt östlich der Hauptinsel (Grande Terre). Auf Pamanzi befinden sich die ehemalige Hauptstadt Mayottes, Dzaoudzi, und der internationale Flughafen Dzaoudzi Pamandzi.
Die Insel ist in zwei Gemeinden unterteilt:
- Dzaoudzi im Norden mit 12.308 Einwohnern (2002)
- Pamandzi im Süden mit 7.510 Einwohnern (2002)